# Alexander Schwolow
Alexander Schwolow (sinh ngày 2 tháng 6 năm 1992) là một cầu thủ bóng đá chuyên nghiệp người Đức thi đấu ở vị trí thủ môn cho câu lạc bộ Union Berlin tại Giải bóng đá vô địch quốc gia Đức.